# Elophila

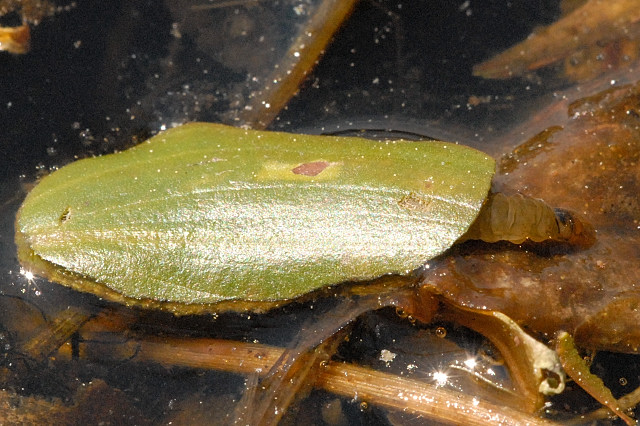
Raupe und Blattgehäuse von Elophila nymphaeata

Elophila ist eine Gattung von Schmetterlingen aus der Familie  der Crambiden (Crambidae).

## Merkmale
Die Falter der Gattung haben deutlich ausgeprägte Ocellen. Die Fühler der Männchen sind auf der Oberseite beschuppt und auf der Unterseite bewimpert. Die Maxillarpalpen sind kurz. Der Rüssel ist aufgerollt und mäßig lang. Auf der Unterseite der Labialpalpen befinden sich abstehende Schuppen. Die Beine sind relativ lang. Die Coxa des Vorderbeins ist ungefähr so lang wie das Femur. Auf dem Vorderflügel entspringt die Ader R2 direkt an der Zelle, sie erscheint aber gestielt, da sie sich sehr nahe am Stamm von R3+R4 befindet. Die Basis der Ader M1 liegt näher an R5 als an M2, CuP fehlt. Auf dem Hinterflügel liegt M1 frei und ist nur durch eine Querader mit dem Stamm von SC+R1 + RS verbunden. Bei den Weibchen besteht das Frenulum aus drei Borsten. Das Praecinctorium ist distal zweilappig. Der Costalrand der Valven ist mit mehr oder weniger kräftigen Borsten besetzt. Auf dem Phallus befinden sich Cornuti. Bei den Weibchen ist das Colliculum undeutlich, der Ductus bursae hat häufig stark sklerotisierten Bereiche. Der Ductus seminalis ist breit und bildet einen Nebensack zum Corpus bursae. Auf dem Corpus bursae sind normalerweise keine Signa vorhanden, nur selten sind ein oder zwei Signa ausgebildet.
Die Raupen besitzen keine Tracheenkiemen.

## Verbreitung
Die Arten der Gattung sind in der Holarktis weit verbreitet und kommen auch in der Afrotropis, der Orientalis und der Australis vor. Einige wenige Arten sind in der Neotropis beheimatet.

## Biologie
Die Raupen minieren zunächst an den Blättern von Wasserpflanzen. Später fressen sie auf den Blättern und leben dabei in Blattgehäusen, die aus zwei ovalen Pflanzenteilen bestehen.

## Systematik
Es sind folgende Synonyme bekannt:
- Hydrocampus  Berthold [in Latreille], 1827
- Hydrocampa  Stephens, 1829
- Hydrocampe  Latreille, 1829
- Synclita  Lederer, 1863
- Munroessa  Lange, 1956
- Cyrtogramme  Yoshiyasu, 1985

Die Typusart der Gattung ist Elophila nymphaealis.
Die folgende Artenliste basiert auf der GloBiz-Datenbank und wurde anhand weiterer Literatur ergänzt. In Klammern ist die Typuslokalität angegeben.
- Elophila acornutus Agassiz, 2012 (Uganda, Kampala)
- Elophila africalis (Hampson, 1906) (Nyasaland, Chiromo)
- Elophila aristodora (Turner, 1908) (Australien, Queensland, Brisbane)
- Elophila atlantica (Munroe, 1972) (Kanada, Nova Scotia, Round Hill)
- Elophila bourgognei Leraut, 2001 (Frankreich, Vienne, Usson-du-Poitou)
- Elophila difflualis (Snellen, 1880) (Sulawesi, Celebes, Makassar)
- Elophila ealensis (Agassiz, 2012) (Demokratische Republik Kongo, Tshuapa Province, Eala)
- Elophila ekthlipsis (Grote, 1876) (USA, New York, Albany; Kanada, Ontario, Middlesex, London)
- Elophila faulalis (Walker, 1859)
- Elophila feili Speidel, 2002 (Spanien, Sevilla, El Ronquillo)
- Elophila fengwhanalis (Pryer, 1877) (Feng Whan Shan)
- Elophila fluvialis (Schaus, 1912) (Costa Rica, Sixola)
- Elophila fulvalis (Hampson, 1899) (Brasilien, Castro Parana)
- Elophila gurgitalis (Lederer, 1863) (Venezuela)
- Elophila gyralis (Hulst, 1886) (USA, Georgia; Florida)
- Elophila icciusalis (Walker, 1859) (USA)
- Elophila interruptalis (Pryer, 1877) (China, Shanghai)
- Elophila manilensis (Hampson, 1917) (Philippinen, Manila)
- Elophila maralis (Schaus, 1920) (Kuba, Matanzas)
- Elophila melagynalis (Agassiz, 1978) (Sri Lanka, Colombo)
- Elophila melanolepis (Hampson, 1919) (Peru, Río Pacaya)
- Elophila minima Agassiz, 2012 (Nigeria, Oyo State, Gamburi Forest)
- Elophila minimalis (Saalmüller, 1880) (Madagaskar)
- Elophila miurai Yoshiyasu, 1985
- Elophila nebulosalis (Fernald, 1887)
- Elophila nigralbalis (Caradja, 1925) (China, Guangdong, Lianping)
- Elophila nigrolinealis (Pryer, 1877) (China, Shanghai)
- Elophila nuda Chen, Wu & Xue, 2010 (China, Yunnan)
- Elophila nymphaeata (Linnaeus, 1758)
- Elophila obliteralis (Walker, 1859) (USA)
- Elophila occidentalis (Lange, 1956) (USA, Kalifornien, Yolo County, Elkhorn Ferry)
- Elophila orientalis (Filipjev, 1933) (Russland)
- Elophila palliolatalis (Swinhoe, 1890) (Myanmar, Rangoon)
- Elophila radiospinula Chen, Wu & Xue, 2010 (China, Sichuan)
- Elophila responsalis (Walker, 1866) (Australien, Moreton Bay)
- Elophila rivulalis (Duponchel, 1833) (Frankreich, Korsika)
- Elophila roesleri Speidel, 1984 (China, Yunnan, Lijiang)
- Elophila rosetta (Meyrick, 1938) (Indonesien, Java, Yogyakarta)
- Elophila separatalis (Leech, 1889) (Wonsan)
- Elophila sinicalis (Hampson, 1897) (China, Chekiang)
- Elophila tenebralis (Lower, 1902) (Australien, Queensland)
- Elophila tinealis (Munroe, 1972) (USA, Monroe County, New York)
- Elophila turbata (Butler, 1881) (Japan, Yokohama)

## Belege
1. 1 2 3 4 5  Barry Goater, Matthias Nuss, Wolfgang Speidel: Pyraloidea I (Crambidae, Acentropinae, Evergestinae, Heliothelinae, Schoenobiinae, Scopariinae). In: P. Huemer, O. Karsholt, L. Lyneborg (Hrsg.): Microlepidoptera of Europe. 1. Auflage. Band 4. Apollo Books, Stenstrup 2005, ISBN 87-88757-33-1, S. 41 (englisch).
2. ↑  Global Information System on Pyraloidea (GlobIZ). Abgerufen am 11. Oktober 2012.
3. ↑  Fuqiang Chen, Chunsheng Wu, Dayong Xue (2010): A review of the genus Elophila Hübner, 1822 in China (Lepidoptera: Crambidae: Acentropinae). Aquatic Insects 32(1): S. 35–60
4. ↑  Agassiz (2012): The Acentropinae (Lepidoptera: Pyraloidea: Crambidae) of Africa. Zootaxa 3494: Seite 1–73